# Fabio Calabria
Fabio Calabria (Canberra, 27 augustus 1987) is een Australisch wielrenner die anno 2018 rijdt voor Team Novo Nordisk. Net als de rest van die ploeg lijdt hij aan diabetes mellitus.

## Carrière
Toen Calabria 13 jaar was werd hij gediagnosticeerd met suikerziekte, nadat hij met spoed naar het ziekenhuis was gebracht.

## Baanwielrennen

### Palmares
| Jaar     | AK       | OK       | WK       | Overig   |
| Junioren | Junioren | Junioren | Junioren | Junioren |
| -------- | -------- | -------- | -------- | -------- |
| 2005     | Scratch  |          |          |          |

## Wegwielrennen

### Resultaten in voornaamste wedstrijden
|      | \| Jaar \| Milaan-San Remo \| \| ---- \| --------------- \| \| 2017 \| 183e \| |
| Jaar | Milaan-San Remo                                                                |
| 2017 | 183e                                                                           |

## Ploegen
- 2008 –  Team Type 1
- 2009 –  Team Type 1
- 2010 –  Team Type 1
- 2011 –  Team Type 1-Sanofi[1]
- 2012 –  Team Type 1-Sanofi
- 2013 –  Team Novo Nordisk
- 2015 –  Champion System-Stan's NoTubes
- 2017 –  Team Novo Nordisk
- 2018 –  Team Novo Nordisk

Bazzana · Bertogliati · Bodrogi · Bowden · Calabria · Callegarin · Dugan · Eldridge · Grendene · Ilešič · A. Jefimkin · V. Jefimkin · Kerkhof · King · Kobzarenko · Kocjan · Mejías · Melero · Reijnen · Sjmidt · Steward · Verschoor · Magner (stagiair) · Rosskopf (stagiair)
Antomarchi · Bazzana · Bertogliati · Bodrogi · Bowden · Calabria · Callegarin · Colli · Cusin · Dugan · El Fares · Eldridge · Fortin · Ilešič · Jefimkin · Kocjan · Laengen · Mejías · Preidler · Reijnen · Rosskopf · Serebrjakov · Verschoor · Lozano (stagiair)
Benhamouda · Calabria · Cherhal · Clancy · Gioux · Henttala · van IJzendoorn · Kamstra · de Keijzer · Lozano · McClure · Mejías · Peron · Planet · Poli · Valognes · Verschoor · Williams · Brand (stagiair)
Benhamouda · Brand · Calabria · Clancy · Gioux · Henttala · van IJzendoorn · Kamstra · Lozano · McClure · Mini · Peron · Planet · Poli · Valognes · Williams